# 트레버 브루킹
트레버 데이비드 브루킹 경, CBE(영어: Sir Trevor David Brooking, 1948년 10월 2일, 에식스 주 바킹 ~)은 잉글랜드의 전직 국가대표 축구 선수이자, 감독, 평론가, 겸 행정가이다. 그는 현재 잉글랜드의 축구 단장으로 활동하고 있다.
그는 현역 시절 대부분을 웨스트 햄 유나이티드에서 보냈는데, 647번의 소속 구단 경기에 출전했다. 그는 1974-75 시즌과 1979-80 시즌에 FA컵 우승을 거두었는데, 이 중 후자의 대회에서 1-0 결승골을 집어넣었다. 그는 구단 올해의 선수로 4차례나 선정되었고, 2003년에 두 차례 감독직을 대행했다. 브루킹은 잉글랜드 국가대표팀 경기에 47번 출전해 5골을 기록했다. 그는 1981년에 대영 제국 구성원장(MBE)을 받았고, 1999년에는 사령관(CBE)으로 승격되었으며, 2004년에 훈작되었다. 2009년, 불린 그라운드의 한쪽 관중석은 그의 이름을 따 개칭되었다. 현역 은퇴 후, 그는 방송에서 생중계 해설가와 스포츠 행정가로서 여러 보직을 맡았다.

## 클럽 경력

### 웨스트 햄 유나이티드
브루킹은 광역경찰청 소속 경찰관인 부친 헨리(혹은 해리) 찰스와 모친 마거릿 사이에 바킹 산모 병원에서 출생했다. 브루킹은 리플 초등학교를 다녔고, 일퍼드군립고등학교를 떠날 당시 11개 과목에서 표준 등급을, 2개 과목에서 상급 등급을 받았다. 그는 9세였을 때인 1958년 4월 19일에 부친과 1-1로 비긴 리버풀과의 업턴 파크 안방 경기를 치르는 웨스트 햄 유나이티드 경기를 보러 갔었다. 15세가 되었을 때에는 토트넘 홋스퍼와 첼시에서 모두 훈련을 받았었다. 그러나, 론 그린우드 웨스트 햄 감독은 스카우터 월리 세인트피어와 함께 경기를 관전했고, 브루킹은 세 구단으로부터 모두 견습 제의를 받았지만, 이들 중 웨스트 햄만 방과 후 학업을 위해 머물러도 된다는 허락을 주었다. 비록, 토미 도허티 감독은 그를 첼시에 영입하기 위해 그의 부모에게 £500의 현금과 차량을 제의했지만, 학업을 계속하며 견습생 계약으로 1965년 7월 24일까지 잔류했고, 그의 부모도 현금을 받지 않았다.
1967년 6월, 브루킹은 스위스의 그라스호퍼와의 친선경기에서 1군 신고식을 치렀다. 그는 1967년 8월 29일에 브라이언 디어를 대신하여 3-3으로 비긴 번리와의 터프 무어 원정 경기에서 최우측 자리로 출전하며 리그 무대에서 첫 발을 떼었다. 이후, 그는 1967년 12월 26일에 4-2로 이긴 레스터 시티전에서 첫 골을 기록했다. 브루킹은 첫 시즌에 28경기에 출전해 9골을 기록했다. 그는 2년차에 37번의 경기에 출전해 8골을 기록했다. 1968년 4월 6일, 그는 뉴캐슬 유나이티드와의 경기에서 무려 현역 시절 유일한 해트트릭을 달성해 5-0 안방 대승을 견인했다.
1969년 12월, 3년차를 지내던 브루킹은 노팅엄 포리스트전에서 발목뼈에 금이 가는 부상을 당했다. 구단은 그를 대신하기 위해 피터 유스터스를 £90,000에 영입했다. 그의 회복 기간은 예상보다 길어졌고, 본인도 은퇴를 고려했었다. 그러나, 1970년 3월, 그는 마틴 피터스가 떠난 와중에 현장으로 복귀했고, 브루킹은 주전 미드필더로 활약했다. 그의 지위는 1971-72 시즌에 미드필더 토미 테일러의 영입으로 위협받았고, 브루킹 본인이 자진해서 이적 요청 대상 명단에 이름을 올렸다. 그러나, 보비 무어와 앨런 스티븐슨과 수비 합이 맞지 않으면서 스티븐슨은 주전에서 물러났고, 테일러는 수비수로 보직을 전향했다. 브루킹은 이후 시즌 남은 기간 동안 붙박이 주전으로 활동해 올해의 망치로 선정되었다.
1972-73 시즌 도중, 그는 더비 카운티의 브라이언 클러프 감독의 관심을 받았는데, 클러프 감독은 브루킹과 무어를 영입하기 위해 웨스트 햄에 £400,000을 제의했다. 그러나, 그린우드 감독은 둘의 이적을 거절했다. 1974년에는 토트넘 홋스퍼의 빌 니콜슨 감독이 브루킹의 영입에 £425,000을 제의했다. 브루킹의 자서전에 따르면, 매력적인 제의가 아니었으며 그가 니콜슨 감독을 존경했지만, 토트넘 홋스퍼에서의 행보가 거의 끝나고 있었고, 그의 후임이 누가 될 지를 예상할 수 없었기 때문이었다.
그는 FA컵을 2번 우승했는데, 1974-75 시즌 스윈던 타운과의 4차전 재경기 경기에서 귀중한 골로 2-1 승리에 일조했고, 1979-80 시즌에는 웨스트 브로미치 앨비언과의 3차전 재경기에서 또다시 귀중한 골로 2-1 승리의 주역이 되었고, 아스널과의 결승전에서는 머리로 1-0 결승골을 기록했다. 브루킹은 ITV에서 최고의 골 경연전에서 출연진들(데이브 섹스턴, 팻 제닝스, 빅 레일턴, 그리고 버너드 조이)이 1976 브리티시 리그 시즌의 올해의 골로 거론될 득점을 성공시켰다.
브루킹은 웨스트 햄의 1980-81 시즌 2부 리그의 우승 주역이었다. 그는 1975년 채리티 실드, 1975-76 시즌 유러피언 컵위너스컵 결승전, 1980년 채리티 실드, 그리고 1980-81 시즌 풋볼 리그컵 결승전에 출전했다. 브루킹의 마지막 웨스트 햄 경기는 0-1로 패한 1984년 5월 18일자 에버턴전이었다. 그는 총 647번의 경기에 출전해 102골을 기록했고, 등번호 10번을 달았던 그는 빌리 본즈, 보비 무어, 그리고 프랭크 램퍼드 1세에 이어 가장 많은 구단 경기에 출전했다. 1977년 10월 그는 잉글랜드 대표팀과의 헌정 경기를 치렀다.

### 이후 행보
1984년 뉴질랜드 내셔널 사커 리그에서 브루킹은 2-2로 비긴 오클랜드 대학교와의 경기에서 마누레와 소속으로 1경기 출전했다.
브루킹은 1985년 4월 28일에 컨던과의 웨어사이드 리그 경기에서 뉴캐슬 블루 스타의 초청 선수로 출전할 제의를 받아들였다. 블루 스타는 그에게 뉴캐슬의 초청 선수로 출전할 수 있도록 £500을 지불한 것으로 알려졌다.
1985년, 브루킹은 웨스턴 오스트레일리아 주 연고의 켈름스콧 소속으로 6경기를 출전했고, 구단의 유소년부 지도를 도왔다.
그 해 말, 브루킹은 잠깐 코크 시티 소속으로 2경기 출전했다.

## 국가대표팀 경력
브루킹은 1974년 4월 3일 0-0으로 비긴 포르투갈전에서 잉글랜드 국가대표팀 첫 경기에 출전했다. 그는 47번의 경기에 출전해 5골을 기록했지만, 주요 대회에는 2번 출전하는데 그쳤다. 이탈리아에서 열린 유로 1980에서, 그는 벨기에와의 1차전에 출전했고, 이 경기는 1-1로 비겼고, 이어지는 이탈리아와의 경기에는 결장했는데, 잉글랜드는 이 경기를 0-1로 졌다. 스페인전에서 다시 주전으로 출전한 그는 잉글랜드의 선제골을 넣었고, 이 경기를 2-1로 이겼다. 그는 1982년 월드컵에서 부상으로 인해 교체 자원으로만 고려되었고, 스페인과의 1982년 7월 5일에 그래엄 릭스와 교체 투입되었다. 경기 막판 30분만 출전했는데, 브루킹의 득점 기회는 스페인 골키퍼 루이스 아르코나다의 선방에 막혔고, 준결승전 진출을 위해 승리가 필요했던 잉글랜드는 이 경기를 0-0으로 비겨 탈락했다. 이 경기는 그의 마지막 국가대표팀 경기이기도 했다.

## 경기 방식
브루킹은 선천적으로 오른발잡이이지만 왼발도 반복된 연습을 해 능히 다뤘다. 그는 공격형 미드필더로 주로 활약했는데, 정제된 공넘김과 중원 통제력으로 널리 알려졌다. 초창기에 그는 육체적으로 보다 강인한 상대 선수들에게 약했다.(그래서 론 그린우드 감독은 그가 "늘 바닥에 엎어져 있군"이라고 말하곤 했고, 동료는 융단 판매원 사이릴 로드의 이름을 따 "사이릴"이라는 별칭을 붙였다.) 그는 주력도 떨어져, 미국 순회 경기 도중 느림보 야구 선수 부그 파월의 이름을 따 부그라는 별칭도 붙었다. 그는 웨스트 햄에서 활약하면서 신사적으로 경기를 임해 주심에게 세게 항의하지 않아 거의 경고나 퇴장을 당하지 않았기에 제럴드 하퍼가 텔레비전 프로그램에서 연기한 점잖은 상류층 탐정 해들리의 별칭도 붙었다.

## 감독 경력
2003년 4월, 웨스트 햄의 글렌 로더 감독이 뇌종양으로 쓰러지면서, 오랜 기간 구단의 행정을 수행하던 브루킹이 잠깐 감독을 대행했다. 구단은 프리미어리그 강등권에서 허덕이고 있었다. 브루킹은 3경기를 지휘했다. 그의 임기 첫 경기는 맨체스터 시티전이었고, 프레데리크 카누테의 골로 1-0 승리를 챙겼다. 그는 뒤이어 첼시와의 경기에서도 파올로 디 카니오의 결승골로 1-0 승리를 거두었다. 그러나 웨스트 햄은 버밍엄 시티와의 최종전에서 2-2로 비기면서 강등당했고, 당시 승점을 42점 쌓은 웨스트 햄은 38개 구단 체제에서 강등된 구단들 중 가장 많은 승점을 적립했다.
2003-04 시즌 개막 후 1부 리그 3경기를 치른 웨스트 햄은 로더햄 유나이티드전을 패하고 로더 감독을 경질했고, 브루킹은 다시 감독직을 대행했다. 그는 11경기를 맡아 0-2로 패한 질링엄전만 패했는데, 이 경기에서 저메인 디포가 퇴장당했다. 2003년 10월, 그는 앨런 파듀를 후임 감독으로 추천하고 감독직을 넘겼다.

## 매체 활동
1984년, 브루킹은 BBC의 평론가로 활동하기 시작했고, 그 후로 라디오와 텔레비전에서 해설했는데, BBC의 "오늘의 경기", 월드컵, 유럽 선수권 대회 해설을 맡았다. 그는 "프로 에볼루션 사커" 시리즈에서 "프로 에볼루션 사커 6"까지 피터 브래클리와 해설가 목소리로 출연했다.

## 축구 행정
브루킹은 동부 스포츠 및 레크리에이션 의장으로 1987년부터 1997년까지 역임했고, 1999년부터 2002년까지는 스포트 잉글랜드의 회장직을 역임했다. 2004년 1월, 그는 잉글랜드 축구 협회에서 개발 단장을 맡아 잉글랜드 축구의 지도자 발전 부문을 맡았고, 또한 잉글랜드 국가대표팀 감독의 향후 감독도 선정할 책임도 졌다.
그는 2006년 5월에 스벤-예란 에릭손의 후임으로 스티브 매클래런 감독을 선임하는데 총 책임자였던 것으로 밝혀졌다. 2004년, 그는 스포츠에 대한 공헌으로 기사장을 받았다.

## 사생활
브루킹은 "유년 시절에 알코올이 몸에 맞지 않다는 것을 알았다"라고 밝히며 "알코올을 기피한다"고 말했다.
1970년 6월, 그는 핀란드인 힐카를 배우자로 맞이해 맞벌이부부가 되었다. 두 부부 슬하에 콜레트와 워런 두 자식을 두었다.
1970년, 학창 시절 친구였던 콜린 매고원은 브루킹과 동런던 스트랫퍼드에 콜브룩 플래스틱스 유한 제본사를 열었다. 그는 2001년에 에식스 대학교의 명예 박사 학위를 받았다. 2014년 10월, 그는 "트레버 브루킹, 축구의 내 삶"(Trevor Brooking, My Life in Football) 자서전을 출판했다.

## 후평

### 트레버 브루킹 경 스탠드

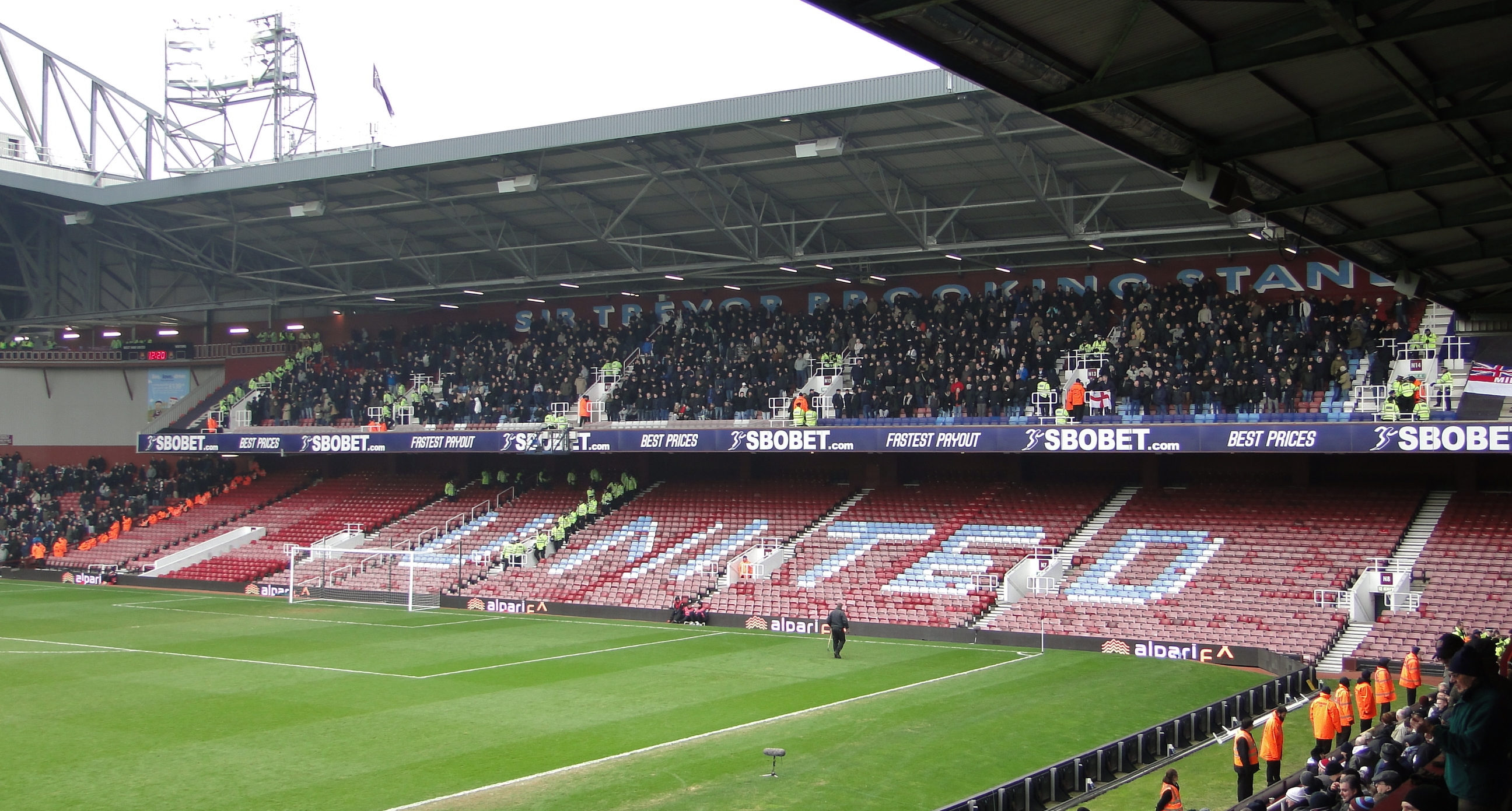
밀월 지지자들이 격리된 트레버 브루킹 스탠드 위층

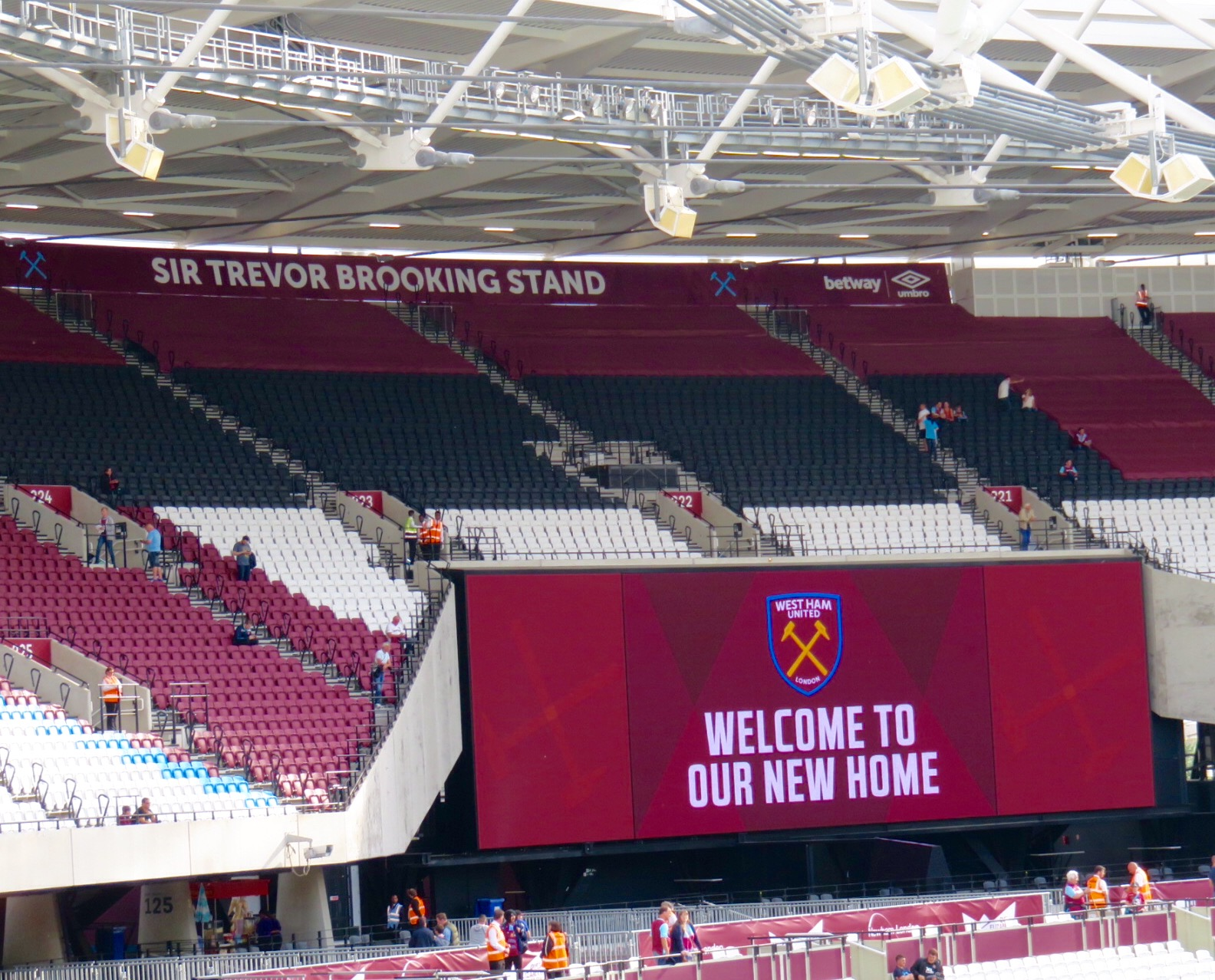
런던 경기장의 트레버 브루킹 경 스탠드

2009년, 웨스트 햄 유나이티드는 8월 8일에 2009-10 시즌 프리미어리그 개막을 앞두고 '100주년 스탠드'는 업턴 파크의 '트레버 브루킹 경 스탠드'로 개칭에 구단 전설에게 존경을 표했다. 이 스탠드는 원정석으로 활용되며 관중 문제의 현장으로 몇 차례 주목받았다. 2009년, 웨스트 햄과 밀월과의 경기에서 밀월 지지자들이 관중석을 뜯어 웨스트 햄 지지자들에게 투척했다. 그 후, 밀월 지지자들은 관중 소요 사태 재발을 막기 위해 스탠드 위층에 격리되어 웨스트 햄 지지자들과 최소 27미터 떨어지게 되었다. 웨스트 햄이 2016-17 시즌을 기점으로 안방 구장을 불린 그라운드에서 런던 경기장으로 옮긴 이후에도 그의 이름을 딴 스탠드를 쓰게 되었다.
물론 (제 이름을 딴 스탠드가 생기는 것은) 매우 영예로운 일이며, 저는 제가 뛰던 구단이었기에 감격스럽습니다. 여기는 제 영원한 구단입니다. 인생에서 가장 큰 일은 제가 웨스트 햄에서 현역 시절 전부를 보낸 것이며, 감독 대행도 맡고 단장도 맡았었던 것입니다. 저는 지금도 대부분의 안방 경기를 보려 노력합니다. 원정에서, 제가 택시를 타거나 웨스트 햄에 대해 제게 말한다면 그들은 제가 구단과 연고가 있기 때문에 아는 겁니다. 언제 일어났든지 그저 제가 매우 기쁜 겁니다. 우리는 열정적이고 충직한 지지자들과 함께하니까요.

## 경력 통계

### 클럽
| 구단                 | 시즌      | 리그명             | 리그 | 리그 | 컵   | 컵 | 리그컵 | 리그컵 | 기타 | 기타 | 합계 | 합계 |
| 구단                 | 시즌      | 리그명             | 출장 | 골   | 출장 | 골 | 출장   | 골     | 출장 | 골   | 출장 | 골   |
| -------------------- | --------- | ------------------ | ---- | ---- | ---- | -- | ------ | ------ | ---- | ---- | ---- | ---- |
| 웨스트 햄 유나이티드 | 1967–68   | 1부 리그           | 25   | 9    | 3    | 0  | 0      | 0      | 0    | 0    | 28   | 9    |
| 웨스트 햄 유나이티드 | 1967–68   | 1968–69            | 32   | 7    | 2    | 0  | 3      | 1      | 0    | 0    | 37   | 8    |
| 웨스트 햄 유나이티드 | 1967–68   | 1969–70            | 21   | 4    | 0    | 0  | 2      | 0      | 0    | 0    | 23   | 4    |
| 웨스트 햄 유나이티드 | 1967–68   | 1970–71            | 19   | 2    | 0    | 0  | 1      | 0      | 0    | 0    | 20   | 2    |
| 웨스트 햄 유나이티드 | 1967–68   | 1971–72            | 40   | 6    | 4    | 0  | 10     | 1      | 0    | 0    | 54   | 7    |
| 웨스트 햄 유나이티드 | 1967–68   | 1972–73            | 40   | 11   | 2    | 0  | 2      | 0      | 0    | 0    | 44   | 11   |
| 웨스트 햄 유나이티드 | 1967–68   | 1973–74            | 38   | 6    | 0    | 0  | 2      | 0      | 1    | 0    | 41   | 6    |
| 웨스트 햄 유나이티드 | 1967–68   | 1974–75            | 36   | 3    | 8    | 1  | 3      | 1      | 3    | 0    | 50   | 5    |
| 웨스트 햄 유나이티드 | 1967–68   | 1975–76            | 34   | 5    | 1    | 0  | 4      | 1      | 10   | 3    | 49   | 9    |
| 웨스트 햄 유나이티드 | 1967–68   | 1976–77            | 42   | 4    | 2    | 0  | 3      | 0      | 0    | 0    | 47   | 4    |
| 웨스트 햄 유나이티드 | 1967–68   | 1977–78            | 37   | 4    | 2    | 0  | 0      | 0      | 0    | 0    | 39   | 4    |
| 웨스트 햄 유나이티드 | 1978–79   | 2부 리그           | 21   | 2    | 1    | 0  | 0      | 0      | 0    | 0    | 22   | 2    |
| 웨스트 햄 유나이티드 | 1979–80   | 2부 리그           | 37   | 3    | 7    | 2  | 8      | 1      | 2    | 0    | 54   | 6    |
| 웨스트 햄 유나이티드 | 1980–81   | 2부 리그           | 36   | 10   | 3    | 0  | 7      | 0      | 6    | 0    | 52   | 10   |
| 웨스트 햄 유나이티드 | 1981–82   | 1부 리그           | 34   | 8    | 2    | 0  | 5      | 1      | 2    | 0    | 43   | 9    |
| 웨스트 햄 유나이티드 | 1982–83   | 1부 리그           | 1    | 0    | 0    | 0  | 0      | 0      | 0    | 0    | 1    | 0    |
| 웨스트 햄 유나이티드 | 1983–84   | 1부 리그           | 35   | 4    | 3    | 0  | 5      | 2      | 0    | 0    | 43   | 6    |
| 웨스트 햄 유나이티드 | 합계      | 합계               | 528  | 88   | 40   | 3  | 55     | 8      | 24   | 3    | 647  | 102  |
| 뉴캐슬 블루 스타     | 1984–85   | 웨어사이드 리그    | 1    | 0    | 0    | 0  | 0      | 0      | 0    | 0    | 1    | 0    |
| 코크 시티            | 1985–86   | 리그 오브 아일랜드 | 2    | 0    | 0    | 0  | 0      | 0      | 0    | 0    | 2    | 0    |
| 경력 합계            | 경력 합계 | 경력 합계          | 531  | 88   | 40   | 3  | 55     | 8      | 24   | 3    | 650  | 102  |

### 국가대표팀
| 국가대표팀 | 연도 | 출장 | 골 |
| ---------- | ---- | ---- | -- |
| 잉글랜드   | 1974 | 7    | 0  |
| 잉글랜드   | 1975 | 1    | 0  |
| 잉글랜드   | 1976 | 7    | 0  |
| 잉글랜드   | 1977 | 4    | 1  |
| 잉글랜드   | 1978 | 6    | 0  |
| 잉글랜드   | 1979 | 8    | 0  |
| 잉글랜드   | 1980 | 7    | 2  |
| 잉글랜드   | 1981 | 4    | 2  |
| 잉글랜드   | 1982 | 3    | 0  |
| 합계       | 합계 | 47   | 5  |

### 국가대표팀 득점 목록
아래의 점수에서 왼쪽의 점수가 잉글랜드의 점수이며, 점수 열은 브루킹의 득점 당시 점수 상황을 나타낸다.
| # | 날짜             | 경기장                           | 상대       | 점수 | 결과 | 대회                        |
| - | ---------------- | -------------------------------- | ---------- | ---- | ---- | --------------------------- |
| 1 | 1977년 11월 16일 | 잉글랜드, 런던, 웸블리           | 이탈리아   | 2–0  | 2–0  | 1978년 월드컵 예선전        |
| 2 | 1980년 5월 24일  | 스코틀랜드, 글래스고, 햄던 파크  | 스코틀랜드 | 2–0  | 2–0  | 1980년 브리티시 홈 챔피언십 |
| 3 | 1980년 6월 18일  | 이탈리아, 나폴리, 산 파올로      | 스페인     | 1–0  | 2–1  | 유로 1980                   |
| 4 | 1981년 6월 6일   | 헝가리, 부다페스트, 네프슈터디온 | 헝가리     | 1–0  | 3–1  | 1982년 월드컵 예선전        |
| 5 | 1981년 6월 6일   | 헝가리, 부다페스트, 네프슈터디온 | 헝가리     | 2–1  | 3–1  | 1982년 월드컵 예선전        |

### 감독
| 구단                             | 취임            | 해임             | 기록 | 기록 | 기록 | 기록 | 기록  |
| 구단                             | 취임            | 해임             | 전   | 승   | 무   | 패   | 율 %  |
| -------------------------------- | --------------- | ---------------- | ---- | ---- | ---- | ---- | ----- |
| 웨스트 햄 유나이티드 (감독 대행) | 2003년 4월 24일 | 2003년 5월 12일  | 3    | 2    | 1    | 0    | 066.7 |
| 웨스트 햄 유나이티드 (감독 대행) | 2003년 8월 24일 | 2003년 10월 20일 | 11   | 7    | 3    | 1    | 063.6 |
| 합계                             | 합계            | 합계             | 14   | 9    | 4    | 1    | 64.3  |

## 수상
웨스트 햄 유나이티드
- 2부 리그: 1980–81[55]
- FA컵: 1974–75, 1979–80[55]
- 풋볼 리그컵 준우승: 1980–81[55]
- 유러피언 컵위너스컵 준우승: 1975–76[55]

상훈
브루킹은 1981년에 대영 제국 구성원장(MBE)을 받았고, 1999년에는 사령관(CBE)으로 승격되었으며, 2004년에 훈작되었다.
2015년 11월, 브루킹은 연간 4회 풋볼 비즈니스 어워즈에서 '국제 축구 홍보대사'로 위촉되었다.

## 참고 문헌
- Brooking, Trevor; Hart, Michael (2014). 《My Life in Football》. Simon & Schuster. ISBN 978-1-47113-044-1.